# Miguelópolis
Miguelópolis este un oraș în São Paulo (SP), Brazilia.